# Bisdom San Bartolomé de Chillán
Het bisdom San Bartolomé de Chillán (Latijn: Dioecesis Sancti Bartholomaie de Chillán) is een rooms-katholiek bisdom met als zetel Chillán, de hoofdstad van de Chileense regio Ñuble. Het bisdom is suffragaan aan het aartsbisdom Concepción. 

## Geschiedenis
In 1916 werd een kerkelijk gouvernement Chillán opgericht binnen het bisdom Concepción, waardoor de mogelijkheid werd geopend om het te vestigen als een toekomstig bisdom, met een kerkelijke gouverneur (vicaris-generaal) met een bisschoppelijk karakter aan het hoofd. Het bisdom werd op 18 oktober 1925 opgericht, onder de naam bisdom Chillán, en werd suffragaan aan het aartsbisdom Santiago de Chile. Op 20 mei 1939 wisselde het van kerkprovincie en werd suffragaan aan het aartsbisdom Concepción. Op 1 november 2017 veranderde het van naam naar bisdom San Bartolomé de Chillán. 

## Parochies
Het bisdom had in 2020 een oppervlakte van 12.461 km2 en telde 497.000 inwoners waarvan 70,0% rooms-katholiek was.

## Ordinarii

### Kerkelijke gouverneur
- Reinaldo Muñoz Olave (1 maart 1916 - 1920)
- Zacarías Muñoz Henríquez (1920 - 1921)
- Luis Felipe Contardo Palma (1921 - 9 maart 1922)
- Arturo Álvarez Silva (1922 - mei 1922)
- Luis A. Venegas Henríquez (1922 - 27 januari 1924)

### Bisschoppen
- Martín Rucker Sotomayor (14 december 1925 - 6 januari 1935)
- Jorge Antonio Larraín Cotapos (20 maart 1937 - 10 augustus 1955)
- Eladio Vicuña Aránguiz (28 augustus 1955 - 16 juli 1974)
- Francisco José Cox Huneeus (14 december 1974 - 9 november 1981)
- Alberto Jara Franzoy (30 april 1982 - 25 maart 2006)
- Carlos Eduardo Pellegrín Barrera (25 maart 2006 - 21 september 2018)
- Sergio Hernán Pérez de Arce Arriagada (5 februari 2020 - heden; apostolisch administrator sinds 21 september 2018)

Concepción (aartsbisdom) · San Bartolomé de Chillán · Santa María de Los Ángeles · Temuco · Valdivia · Villarrica